# Ronny Marcos
Ronny Marcos (Oldemburgo na Holsácia, 1 de outubro de 1993) é um futebolista moçambicano de origem alemã que atua como lateral-esquerdo, ou ainda na função de volante. Atualmente defende o Greuther Fürth.

## Carreira
Nas categorias de base, Ronny Marcos jogou por JSG Fehmarn, Oldenburger SV, VfB Lübeck e Hansa Rostock, clube onde se profissionalizou em 2012. Paralelamente à equipe principal, atuou ainda pelo time reserva entre 2012 e 2014. No total, foram 29 jogos (16 pelo time principal do Hansa, 13 pelos reservas).
Em janeiro de 2014, assinou com o Hamburgo, inicialmente para jogar no time reserva. A estreia na Bundesliga foi em novembro do mesmo ano, na partida entre Hamburgo e Augsburg. Sem espaço no clube do norte alemão, assinou com o Greuther Fürth em janeiro de 2016.

## Seleção Moçambicana
Alemão de nascimento, Ronny optou em defender a Seleção Moçambicana de Futebol em 2015. Sua estreia pelos "Mambas" foi nas Eliminatórias para a Copa Africana de Nações de 2017, contra Ruanda, em jogo realizado na capital moçambicana, Maputo.